# 蓋塞爾山
蓋塞爾山（英語：Mount Geissel），是南極洲的山峰，位於埃爾斯沃思地，處於西蒙斯山以南6公里，屬於赫里蒂奇嶺中獨立山脈的一部分，海拔高度1,430米，現時由南極條約體系管理。